# Inca Roca
Inca Roca (kecz. Wspaniałomyślny Inka, XIV wiek) – na wpół legendarny władca Inków i szósty Sapa Inca od ok. 1350 do ok. 1380 roku, syn króla Capaca Yupanqui urodzony ze związku z jedną z pomniejszych małżonek, Cusi Chimbo, pierwszy władca z dynastii Hanan, młodszej linii królewskiego rodu Inków, wywodzącej się z górnego Cuzco.
Inca Roca jako syn Cusi Chimbo nie posiadał praw do tronu inkaskiego, ponieważ zgodnie z obyczajem dziedziczyć mógł jedynie syn głównej małżonki króla (będącej najczęściej jego siostrą), zwanej coyą. Mimo to w wyniku rebelii Hanan - arystokracji z górnego Cuzco przeciwko dotychczas rządzącym Húrin, gałęzi rodu związanej z dolnym Cuzco, zamordowany został prawowity następca Capaca Yupanqui, Quispe Yupanqui. Władzę nad krajem objął Inca Roca i ukoronowany został w Coricanchy na króla Inków. Po przejęciu władzy, Inca Roca podjął decyzję o budowie swej monarszej rezydencji w rodzimej, górnej części miasta, co było odstępstwem od dotychczasowej praktyki.
Inca Roca zasłużył się podbojem ziem plemienia Chanca, zamieszkującego tereny na południe od Cuzco. Jest on również znany jako założyciel Yacha Huasi, znajdującej się w Cuzco elitarnej uczelni dla młodzieży z inkaskich rodzin arystokratycznych oraz członków rodzin królewskich podbitych plemion. Ponadto przypisuje mu się przeprowadzenie zakrojonych na szeroką skalę prac irygacyjnych w dolinie Cuzco oraz na sąsiednich terenach.
Główną małżonką (coyą) Inci Rocy była Mama Micay.